# Арчана Венкатараман
Арчана Венкатараман (нар. 30 серпня 1988) — колишня індійська тенісистка.
Найвищу одиночну позицію світового рейтингу — 549 місце досягла 18 грудня 2000, парну — 510 місце — 13 листопада 2006 року.
Здобула 3 одиночні та 6 парних титулів туру ITF.
Завершила кар'єру 2012 року.

## Фінали ITF
| турніри $100,000 |
| турніри $75,000  |
| турніри $50,000  |
| турніри $25,000  |
| турніри $10,000  |

### Одиночний розряд: 7 (3–4)
| Результат | Ранг | Дата           | Місце           | Покриття | Суперниця              | Рахунок          |
| --------- | ---- | -------------- | --------------- | -------- | ---------------------- | ---------------- |
| Поразка   | 1.   | 10 травня 1999 | Мумбаї, Індія   | Тверде   | Сай Джаялакшмі Джаярам | 1–6, 5–7         |
| Поразка   | 2.   | 8 травня 2000  | Індаур, Індія   | Тверде   | Сонал Пхадке           | 7–5, 4–6, 6–7(5) |
| Перемога  | 3.   | 15 травня 2000 | Індаур, Індія   | Тверде   | Сонал Пхадке           | 6–4, 6–4         |
| Поразка   | 4.   | 22 травня 2000 | Індаур, Індія   | Тверде   | Мегга Вакарія          | 4–6, 5–7         |
| Перемога  | 5.   | 12 лютого 2001 | Нью-Делі, Індія | Тверде   | Сонал Пхадке           | 4–6, 6–2, 7–5    |
| Поразка   | 6.   | 29 квітня 2001 | Пуне, Індія     | Тверде   | Радгіка Тулпуле        | 6–4, 3–6, 6–7(7) |
| Перемога  | 7.   | 16 червня 2001 | Нью-Делі, Індія | Ґрунт    | Шітхаль Ґутхам         | 6–4, 6–1         |

### Парний розряд: 20 (6–14)
| Результат | Ранг | Дата             | Турнір           | Покриття | Партнерка              | Суперниці                                | Рахунок          |
| --------- | ---- | ---------------- | ---------------- | -------- | ---------------------- | ---------------------------------------- | ---------------- |
| Поразка   | 1.   | 19 жовтня 1998   | Ахмадабад, Індія | Тверде   | Арті Венкатараман      | Рушмі Чакравартхі Сай Джаялакшмі Джаярам | 2–6, 4–6         |
| Поразка   | 2.   | 24 квітня 1999   | Мумбаї, Індія    | Тверде   | Арті Венкатараман      | Рушмі Чакравартхі Сай Джаялакшмі Джаярам | 5–7, 6–3, 6–7    |
| Перемога  | 3.   | 8 травня 2000    | Індаур, Індія    | Тверде   | Арті Венкатараман      | Шітхаль Ґутхам Ліза Перейра Віплав       | 6–4, 6–4         |
| Перемога  | 4.   | 15 травня 2000   | Індаур, Індія    | Тверде   | Арті Венкатараман      | Карішма Пател Шаліні Тхакар              | 1–6, 6–3, 6–0    |
| Перемога  | 5.   | 22 травня 2000   | Індаур, Індія    | Тверде   | Арті Венкатараман      | Іша Лахані Мегга Вакарія                 | 6–3, 1–6, 6–2    |
| Поразка   | 6.   | 11 березня 2001  | Нью-Делі, Індія  | Тверде   | Арті Венкатараман      | Рушмі Чакравартхі Сай Джаялакшмі Джаярам | 1–6, 2–6         |
| Поразка   | 7.   | 18 березня 2001  | Нью-Делі, Індія  | Тверде   | Арті Венкатараман      | Шітхаль Ґутхам Ліза Перейра Віплав       | 6–7(3), 2–6      |
| Поразка   | 8.   | 1 квітня 2002    | Нью-Делі, Індія  | Тверде   | Самріта Секар          | Сай Джаялакшмі Джаярам Радгіка Тулпуле   | 7–6(8), 4–6, 1–6 |
| Поразка   | 9.   | 8 квітня 2002    | Нью-Делі, Індія  | Тверде   | Самріта Секар          | Сай Джаялакшмі Джаярам Радгіка Тулпуле   | 5–7, 0–6         |
| Поразка   | 10.  | 15 квітня 2002   | Нью-Делі, Індія  | Тверде   | Самріта Секар          | Сай Джаялакшмі Джаярам Радгіка Тулпуле   | 2–6, 2–6         |
| Поразка   | 11.  | 22 квітня 2002   | Нью-Делі, Індія  | Ґрунт    | Самріта Секар          | Сай Джаялакшмі Джаярам Радгіка Тулпуле   | 7–5, 1–6, 4–6    |
| Поразка   | 12.  | 21 червня 2002   | Мумбаї, Індія    | Килим    | Арті Венкатараман      | Шітхаль Ґутхам Шруті Дгаван              | 5–7, 0–6         |
| Поразка   | 13.  | 11 травня 2003   | Нью-Делі, Індія  | Килим    | Ліза Перейра Віплав    | Шітхаль Ґутхам Шруті Дгаван              | 6–2, 6–7(4), 0–6 |
| Поразка   | 14.  | 9 листопада 2003 | Пуне, Індія      | Тверде   | Гіта Маногар           | Монтіні Тангпхонг Тасша Вітаявірой       | 6–4, 5–7, 4–6    |
| Поразка   | 15.  | 23 травня 2004   | Лакхнау, Індія   | Трава    | Сай Джаялакшмі Джаярам | Анкіта Бгамбрі Рушмі Чакравартхі         | 4–6, 1–6         |
| Перемога  | 16.  | 7 листопада 2005 | Pune, Індія      | Ґрунт    | Гіта Маногар           | Парул Госвамі Сандія Нагарадж            | 6–2, 7–6(5)      |
| Поразка   | 17.  | 8 травня 2006    | Нью-Делі, Індія  | Тверде   | Рушмі Чакравартхі      | Чжао Їцзін Сон Шаньшань                  | 3–6, 4–6         |
| Перемога  | 18.  | 15 травня 2006   | Нью-Делі, Індія  | Тверде   | Рушмі Чакравартхі      | Чжао Їцзін Сон Шаньшань                  | 6–7(5), 6–2, 6–4 |
| Перемога  | 19.  | 16 червня 2006   | Нью-Делі, Індія  | Тверде   | Санаа Бгамбрі          | Лу Цзінцзін Лі Вейбін                    | 6–3, 7–6(4)      |
| Поразка   | 20.  | 28 квітня 2008   | Cochin, Індія    | Ґрунт    | Гіта Маногар           | Рушмі Чакравартхі Пуджашрі Венкатеша     | 1–6, 5–7         |